# René Lewejohann
René Lewejohann (Herne, Nyugat-Németország, 1984. február 13. –) német labdarúgó, az 1. FC Kaan-Marienborn csatára.